# Sattleria angustispina
Sattleria angustispina är en fjärilsart som beskrevs av Linda M. Pitkin och Klaus S.O. Sattler 1991. Sattleria angustispina ingår i släktet Sattleria och familjen stävmalar. Inga underarter finns listade i Catalogue of Life.